# Кіпель (Юргамиський район)
Кіпе́ль (рос. Кипель) — село у складі Юргамиського району Курганської області, Росія. Адміністративний центр Кіпельської сільської ради.
Населення — 939 осіб (2010, 980 у 2002).